# Anoctus
Anoctus é um género de Scarabaeidae; um escaravelho na superfamília Scarabaeoidea.